# Kênh Xáng Cà Mau – Bạc Liêu
Kênh Xáng Cà Mau – Bạc Liêu là một con kênh đổ ra Sông Mỹ Thanh. Kênh có chiều dài 103 km. Kênh Xáng Cà Mau – Bạc Liêu chảy qua các tỉnh Bạc Liêu, Sóc Trăng, Cà Mau.